# Rebe & Wein
Rebe & Wein ist ein Fachmagazin für Weinbau und Weinwirtschaft und das Verbandsorgan der Weinbauverbände in Württemberg und Franken.

## Zielgruppe und Inhalte
Die Zeitschrift richtet sich an Winzer und an Kellermeister und damit an die Entscheider in den Betrieben.
Inhaltlich setzt die Redaktion auf praxisnahe Fachbeiträge, die sich u. a. mit den Themen Weinbau, Kellerwirtschaft, Unternehmensführung
und Marketing beschäftigen. Den fachlichen Teil ergänzen außerdem aktuelle Nachrichten aus der Branche.

## Geschichte
Im November 1947 wurde der Weinbauverband als „Weinbauverein Württemberg-Baden e. V.“ u. a. von Hermann Schneider gegründet und im Folgejahr dessen monatliches Verbandsorgan „Rebe und Wein“ ins Leben gerufen. Es erschien erstmals im Oktober 1948 im Selbstverlag mit einem Umfang von zwölf Seiten und enthielt u. a. Artikel über die Gründungsversammlung des Verbandes, den Jahrgang 1947 und 80 Jahre Lehr- und Versuchsanstalt für Wein- und Obstbau in Weinsberg. Als erster Schriftleiter fungierte Oskar Raab. Ende 1956 gab der Weinbauverband das Blatt „aus organisatorischen Erwägungen“ an den „Selbstverlag W. Röck Weinsberg“ (später Jahrbuch-Verlag) ab, der ab dem Folgejahr auch das unternehmerische Risiko trägt. 1960 wurde Rebe und Wein durch eine fränkische Ausgabe mit Mitteilungen der in Veitshöchheim ansässigen Bayerischen Landesanstalt für Wein-, Obst- und Gartenbau ergänzt. 1973 erfolgte eine dezente Umbenennung von Rebe und Wein in Rebe & Wein, 2001 wurde die jährliche Durchnummerierung der Seiten aufgegeben und durch heft-orientierte Seitenzahlen abgelöst. Zum Jahreswechsel 2004/05 wechselte die Monatsschrift erneut und erscheint seitdem im Verlag Eugen Ulmer, wo zuletzt im Jahr 2015 eine optische Auffrischung des Layouts beschlossen wurde.

## Erscheinungsweise und Verbreitung
Die Zeitschrift erscheint derzeit monatlich. Die IVW-geprüfte verkaufte Auflage liegt bei 3598 Exemplaren.
| 1998 | 1999 | 2000 | 2001 | 2002 | 2003 | 2004 | 2005 | 2006 | 2007 | 2008 | 2009 | 2010 | 2011 | 2012 | 2013 | 2014 | 2015 | 2016 | 2017 | 2018 | 2019 | 2020 | 2021 | 2022 | 2023 | 2024 |
| ---- | ---- | ---- | ---- | ---- | ---- | ---- | ---- | ---- | ---- | ---- | ---- | ---- | ---- | ---- | ---- | ---- | ---- | ---- | ---- | ---- | ---- | ---- | ---- | ---- | ---- | ---- |
|      |      |      |      |      |      |      |      |      |      | 5857 | 5809 | 5798 | 5769 | 5520 | 5641 | 5556 | 5574 | 5673 | 5272 | 5118 | 4916 | 4658 | 4453 | 4227 | 4111 | 3887 |